# Coutens
Coutens är en kommun i departementet Ariège i regionen Occitanien i södra Frankrike. Kommunen ligger  i kantonen Mirepoix som ligger i arrondissementet Pamiers. År 2022 hade Coutens 179 invånare.

## Befolkningsutveckling
Antalet invånare i kommunen Coutens
Referens: INSEE